# Medea Chajava
Medea Chajava (en georgiano: მედეა ჩახავა) (Martvili, 15 de mayo de 1921-7 de septiembre de 2009) fue una actriz de teatro y cine georgiana. Premio Stalin en 1951 y Artista del Pueblo de la RSS de Georgia en 1960.
Chajava hizo su debut en teatro en el Teatro Rustaveli en 1941 e hizo su debut cinematográfico en 1942. Chajava se graduó más tarde de la Universidad Estatal de Teatro y Cine en 1944. Se unió a la compañía de teatro Rustaveli en Tbilisi después de su graduación. En 1954 se unió al Partido Comunista.
Actuó en papeles de la comedia lírica. Según la "Enciclopedia Teatro", su trabajo se caracterizó por "la espontaneidad, la sinceridad, profundidad psicológica de las heroínas" y la "aguda combinación de feminidad y encanto."
En el teatro, realizó el papel Dzhenevry ("Deep Roots" Ir y D'Yusso), Gayane ("Sunken Stones" I. Mosashvili), Nadi ("Los enemigos"), Lida Plachý ("La gente, ¡cuidado!" de Julius Fučík), Tina ("Tariel objetivo" L. Kiacheli), Lidy Matisovoy ("Un amor así" de Pavel Kohout), Eva ("Tragedia moderna" R. Ebralidze), Leila ("Hijos del mar" de G. Khukhashvili) y otros. También realizó una serie de papeles cómicos: Amaranto ("El cura español" D. Fletcher) Kekelia ("Pepo" Sundukyan), Clara ("Doctor en Filosofía" por B. Nusic), Sarah ("En el patio de un perro vicioso" K. Buachidze) Karozhna ("Autumn nobles" D. Kldiashvili), Fox ("Chinchraka" G. Nakhutsrishvili).
En 1951 fue galardonada con el Premio Stalin de arte y literatura por su papel en la obra "Sunken Stones". En 1960 recibió el título de Artista del Pueblo de la RSS de Georgia. En 2002 se convirtió en ciudadana honoraria de Tiflis. El 4 de junio de 2006 una estrella con su nombre fue colocada cerca del Teatro Rustaveli
Medea Chajava murió el 7 de septiembre de 2009, a la edad de 88 años.